# Europa 2
Europa 2 es una emisora de radio eslovaca, perteneciente a Bauer Media Slovakia, centrada en AC, pop y EDM.

## Historia
La emisora inició emisiones el 12 de diciembre de 2009, sustituyendo a Rádio Okey, que llevaba desde 2005 sufriendo bajos índices de audiencia, especialmente tras haber sido superada por Rádio Expres.
El grupo Lagardère adquirió Rádio Okey en 2007, y en 2009, la emisora cambió de nombre a Europa 2. Tanto el nombre como el formato se inspiraron en la emisora checa Evropa 2.
A partir del 1 de marzo de 2014, la publicidad de Europa 2 la gestionaba Fun Media Group, propietario de Fun rádio en ese momento. Sin embargo, la emisora cambió de propietario y el 1 de enero de 2016, fue absorbida por el grupo Radio Services perteneciente a J&T.
En agosto de 2021, el grupo Expres Media compró Europa 2 y Jemné radio, y en septiembre pasó a llamarse Bauer Media Slovakia, convirtiéndose así en el grupo de radio más fuerte del mercado eslovaco con Rádio Expres, Rádio Melody y Rádio Rock.

## Audiencia
La emisora está dirigida a un público objetivo de entre 12 y 34 años. En junio de 2024, Europa 2 fue la cuarta emisora de radio más escuchada en Eslovaquia, con una audiencia de 640.000 oyentes, lo que representa una cuota de mercado del 12,1%.

## Emisión
La emisora posee 20 frecuencias a lo largo de Eslovaquia. No solo está disponible en FM, sino que también se encuentra por Internet y satélite.
- Čadca: 87.9 FM.
- Rožňava: 89.0 FM.
- Lučenec: 89.1 FM.
- Rimavská Sobota: 92.9 FM.
- Trebišov: 93.0 FM.
- Snina: 93.2 FM.
- Martin: 93.5 FM.
- Nitra: 95.2 FM.
- Námestovo: 95.2 FM.
- Považská Bystrica: 96.3 FM.
- Prešov: 97.2 FM.
- Nové Mesto nad Váhom: 98.5 FM.
- Ružomberok: 98.8 FM.
- Poprad: 100.9 FM
- Košice: 102.0 FM.
- Žilina: 102.8 FM.
- Košice: 103.7 FM.
- Bratislava: 104.8 FM.
- Banská Bystrica: 106.0 FM.
- Bardejov: 107.1 FM.